# Czas wschodnioeuropejski
Czas wschodnioeuropejski (ang. Eastern European Time, EET) – strefa czasowa, odpowiadająca czasowi słonecznemu południka 30°E, który różni się o 2 godziny od uniwersalnego czasu koordynowanego (UTC+02:00).
W strefie znajdują się głównie państwa Europy Wschodniej, m.in. Finlandia, Litwa, Łotwa, Estonia, Ukraina, Rumunia, Mołdawia, Bułgaria i Grecja

## Zastosowanie

### Obecnie
- Bułgaria od 1894 roku
- Cypr
- Egipt
- Estonia w latach 1921–1940 i od 1989 roku
- Finlandia od 1921 roku
- Grecja od 1916 roku
- Izrael od 1948 roku
- Jordania
- Łotwa w latach 1926–1940 i od 1989 roku
- Liban
- Litwa w 1920 roku i od 1989 roku, z przerwą w latach 1998–1999
- Mołdawia w latach 1924–1940 i od 1990 roku
- Obwód królewiecki w 1945 i od 1989 roku, z przerwą w 1991 roku i w latach 2011–2014
- Terytoria palestyńskie
- Rumunia od 1931 roku
- Syria
- Ukraina w latach 1924–1930 i od 1990 roku

### Dawne
- Białoruś w latach 1922–1930 i 1991–2011
- Krym w latach 1991–1994 i 1996–2014
- Moskwa w latach 1922–1930 i 1991–1992
- Polska w latach 1918–1922